# Busicom

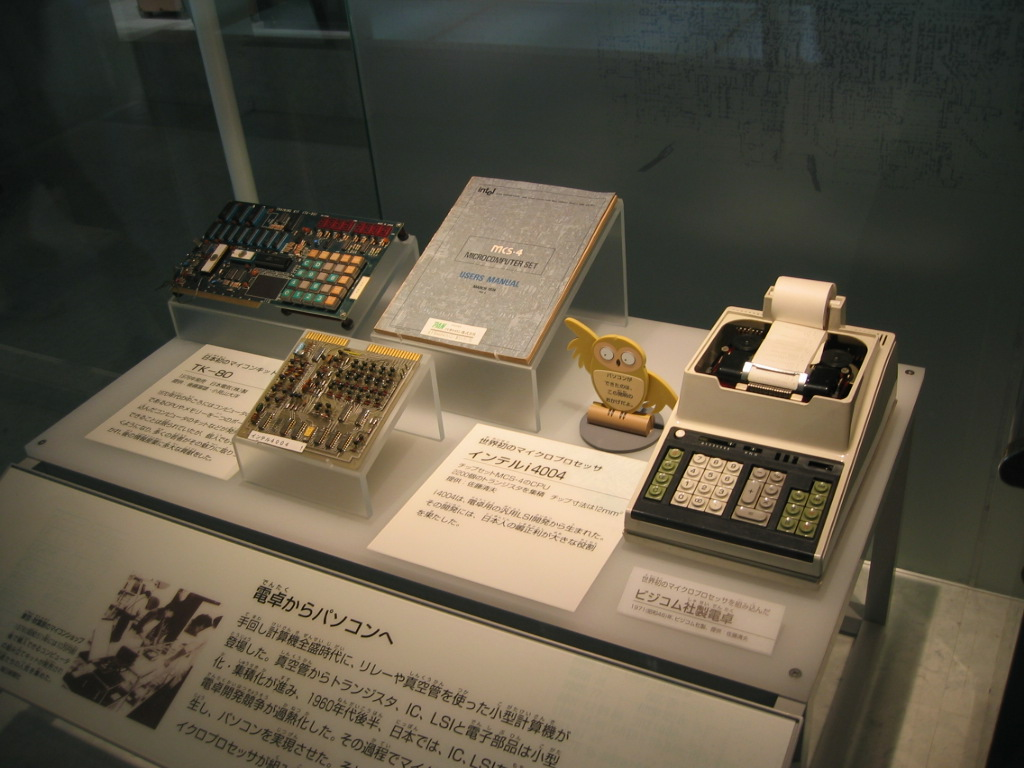
Ліворуч: набір NEC TK-80 (на основі Intel 8080). У центрі: системна плата калькулятора Busicom на основі мікропроцесора Intel 4004. Праворуч: калькулятор Busicom, зібраний у Уено, Токіо

Busicom — японська компанія, що володіла правами на мікропроцесор Intel 4004, який вони розробили у партнерстві з Intel у 1970.
Busicom замовив у Intel розробку набору мікросхем для нової лінійки програмованих електронних калькуляторів 1969-го року. У процесі розробки виникла концепція першого комерційного мікропроцесора Intel 4004. Busicom володіли ексклюзивними (виключними) правами на конструкцію та її компоненти у 1970, але поділилися ними з Intel у 1971.
Під ім'ям «Busicom» вели справи дві компанії: Nippon Calculating Machine Corp. Ltd і Broughtons & Co. (Bristol) Ltd після неї.

## Nippon Calculating Machine Corporation Ltd

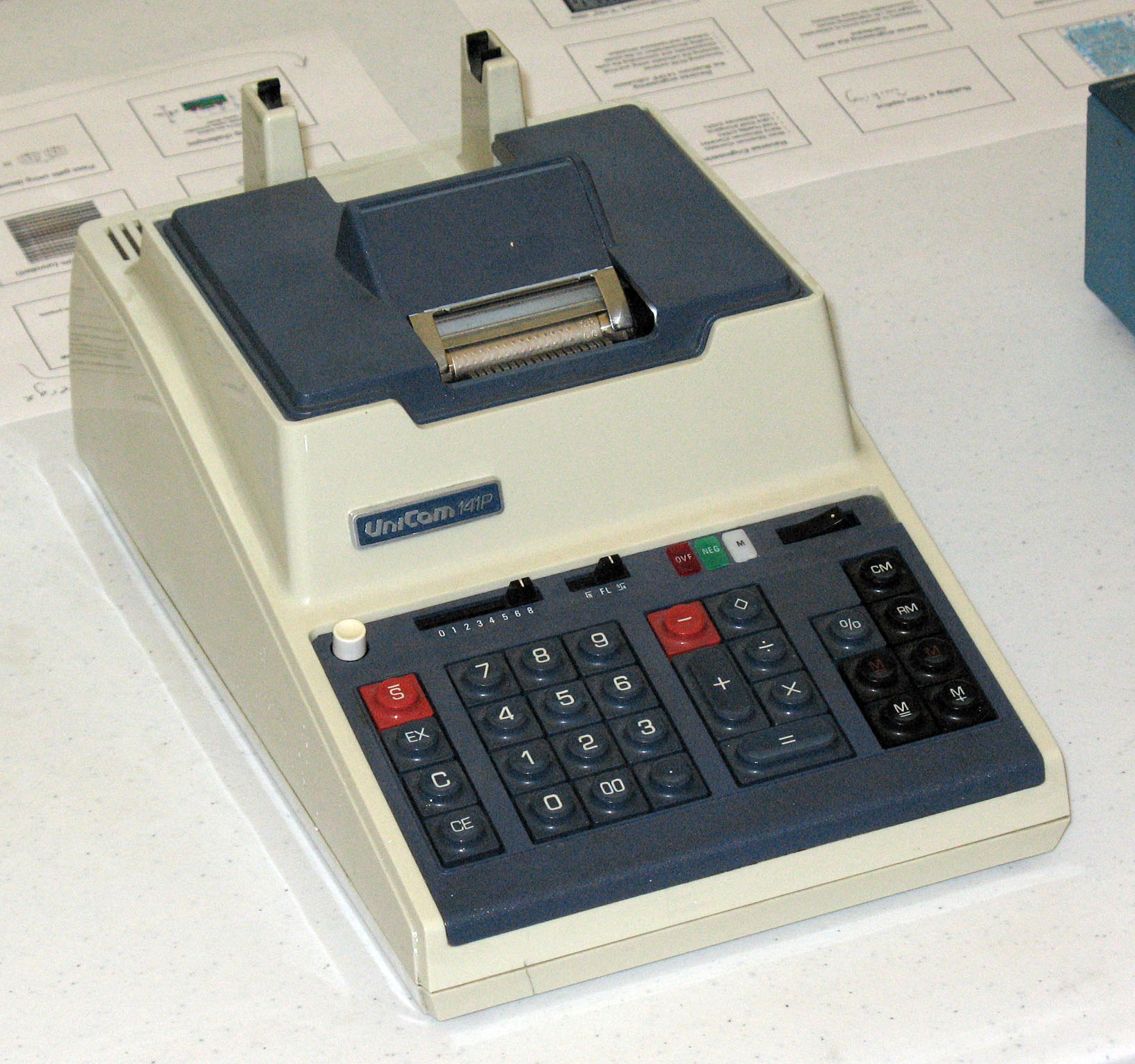
Unicom 141P і NCR 18-36 — OEM-версії калькулятора Busicom 141-PF

### Історія
Nippon Calculating Machine Corp. була заснована в 1945, а в 1967 змінила назву на Busicom (Business Computer Corporation). У зв'язку з рецесією в Японії у 1974, Busicom стала першою великою японською компанією в галузі калькуляторів що розорилася. Спочатку в компанії виготовляли механічні калькулятори Однера, згодом перейшли на електронні калькулятори, які конструювали за останнім словом техніки. Створили перший калькулятор з мікропроцесором для своїх флагманських машин, і першими зробили калькулятор з чипом все-в-одному, Mostek MK6010, для своєї лінійки недорогих машин.
Один з останніх випущених механічних калькуляторів — Busicom HL-21. Перший калькулятор з мікропроцесором — Busicom 141-PF. Їх калькулятори Busicom LE-120A (Handy-LE) та LE-120S (Handy) — перші, які помістилися в кишені, а також перші калькулятори з використанням світлодіодного дисплея.

### Мікропроцесор
З метою зниження собівартості продукції, Busicom вирішили розробити рушій калькулятора, заснований на декількох інтегральних мікросхемах (ІС), серед яких були суматори, мультиплікатори, ROM і регістри. Рушій можна було адаптувати для широкого спектра калькуляторів змінюючи лише чипи ROM. Інженери Busicom придумали конструкцію з 12 мікросхем і замовили у компанії Intel, яка була заснована за рік до цього у 1968, створення твердотільної пам'яті з довільним доступом (RAM), щоб завершити конструкцію і почати виробництво свого рушія калькулятора.
Людьми, які переконали Busicom перейти на використання мікропроцесорів, були Тадаші Сасакі і Роберт Нойс.
Тед Гофф з компанії Intel був призначений вивчити дизайн Busicom, і він придумав більш елегантну архітектуру, яка складалася з чотирьох мікросхем — мікропроцесора 4004 та трьох інших, що містили в собі ROM, регістри зсуву, порти вводу/виводу та RAM — перший продукт від Intel (1969), 64-бітну статичну пам'ять з довільним доступом (SRAM). Керівництво Busicom погодилося з новим дизайном Гоффа, а реалізацію мікросхем очолив Федеріко Фаджин, який раніше працював в Fairchild Semiconductor. Мікросхеми почали поставляти Busicom в січні 1971.
У середині 1971 Busicom, які мали ексклюзивне право на конструкцію та її компоненти, попросили Intel знизити ціну. Intel переглянули контракт, і Busicom відмовилися від своїх ексклюзивних прав на чипи. Через декілька місяців, 15 листопада 1971, корпорація Intel анонсували перше сімейство мікропроцесорних чипсетів, мікрокомп'ютер MCS-4 (дизайн Busicom) та замовили рекламу в Electronic News.

## Broughtons of Bristol
Broughtons of Bristol — компанія, яка продає та обслуговує широку лінійку бізнес-машин. Вони купували більшу частину свого обладнання у Busicom та придбали торгову марку «Busicom», коли Busicom збанкрутували у 1974.